# Sebastian Zwolak
Sebastian Zwolak (ur. 21 lutego 1982) – polski koszykarz, występujący na pozycjach rzucającego obrońcy lub niskiego skrzydłowego, dwukrotny mistrz Polski, po zakończeniu kariery zawodniczej trener przygotowania motorycznego.
Jego żoną jest była reprezentantka Polski w koszykówce – Daria Mieloszyńska.
W listopadzie 2017 został asystentem trenera Michaela Claxtona w PGE Turowie Zgorzelec.
W sezonie 2018/19 był trenerem przygotowania motorycznego Macau Black Bears grającym w ABL (ASEAN Basketball League).

## Osiągnięcia
Drużynowe
- Mistrz Polski:
  - 2000, 2001
  - juniorów starszych (2001)
- Uczestnik rozgrywek:
  - Pucharu Saporty (1999/2000 – ćwirećfinał)
  - Suproligi (2000/2001)